# Beaman Glacier
Beaman Glacier är en glaciär i Antarktis. Den ligger i Östantarktis. Nya Zeeland gör anspråk på området. Beaman Glacier ligger 191 meter över havet.
Terrängen runt Beaman Glacier är varierad. Trakten är obefolkad. Det finns inga samhällen i närheten.